# Sant Pèire lo Deschausselat e Sant Jan de Porcharessa
Saint-Pierre-Saint-Jean és un municipi francès situat al departament de l'Ardecha i a la regió d'Alvèrnia-Roine-Alps. L'any 2007 tenia 156 habitants.

## Demografia

### Població
El 2007 la població de fet de Saint-Pierre-Saint-Jean era de 156 persones. Hi havia 83 famílies de les quals 38 eren unipersonals (17 homes vivint sols i 21 dones vivint soles), 29 parelles sense fills, 12 parelles amb fills i 4 famílies monoparentals amb fills.
La població ha evolucionat segons el següent gràfic:
Habitants censats

### Habitatges
El 2007 hi havia 260 habitatges, 82 eren l'habitatge principal de la família, 172 eren segones residències i 6 estaven desocupats. 246 eren cases i 15 eren apartaments. Dels 82 habitatges principals, 68 estaven ocupats pels seus propietaris, 9 estaven llogats i ocupats pels llogaters i 4 estaven cedits a títol gratuït; 1 tenia una cambra, 17 en tenien dues, 19 en tenien tres, 23 en tenien quatre i 23 en tenien cinc o més. 60 habitatges disposaven pel capbaix d'una plaça de pàrquing. A 46 habitatges hi havia un automòbil i a 25 n'hi havia dos o més.

### Piràmide de població
La piràmide de població per edats i sexe el 2009 era:
| Homes | Edats   | Dones |
| ----- | ------- | ----- |
| 0     | 95 o +  | 0     |
| 0     | 90 a 94 | 0     |
| 0     | 85 a 89 | 0     |
| 0     | 80 a 84 | 4     |
| 0     | 75 a 79 | 4     |
| 8     | 70 a 74 | 0     |
| 0     | 65 a 69 | 8     |
| 0     | 60 a 64 | 8     |
| 12    | 55 a 59 | 4     |
| 8     | 50 a 54 | 4     |
| 12    | 45 a 49 | 8     |
| 0     | 40 a 44 | 8     |
| 4     | 35 a 39 | 4     |
| 8     | 30 a 34 | 4     |
| 0     | 25 a 29 | 0     |
| 0     | 20 a 24 | 4     |
| 0     | 15 a 19 | 0     |
| 0     | 10 a 14 | 4     |
| 0     | 5 a 9   | 4     |
| 4     | 0 a 4   | 0     |

## Economia
El 2007 la població en edat de treballar era de 93 persones, 52 eren actives i 41 eren inactives. De les 52 persones actives 43 estaven ocupades (26 homes i 17 dones) i 9 estaven aturades (3 homes i 6 dones). De les 41 persones inactives 10 estaven jubilades, 5 estaven estudiant i 26 estaven classificades com a «altres inactius».

### Ingressos
El 2009 a Saint-Pierre-Saint-Jean hi havia 62 unitats fiscals que integraven 115 persones, la mediana anual d'ingressos fiscals per persona era de 13.658 €.

### Activitats econòmiques
Dels 7 establiments que hi havia el 2007, 1 era d'una empresa extractiva, 1 d'una empresa de fabricació d'altres productes industrials, 2 d'empreses de construcció, 2 d'empreses d'hostatgeria i restauració i 1 d'una empresa de serveis.
Dels 3 establiments de servei als particulars que hi havia el 2009, 1 era un paleta, 1 lampisteria i 1 restaurant.
L'any 2000 a Saint-Pierre-Saint-Jean hi havia 11 explotacions agrícoles que ocupaven un total de 48 hectàrees.

## Poblacions més properes
El següent diagrama mostra les poblacions més properes.